# San Luis Potosí
San Luis Potosí é a capital do estado do mesmo nome, no México. Situa-se no centro do país a cerca de 363 km da Cidade do México. Tem cerca de 825 000 habitantes, enquanto a área metropolitana tem mais de 1 200 000 residentes. Foi fundada em 3 de novembro de 1592.
A cidade foi designada com o nome de Luís IX de França, conhecido no México como San Luis, Rey de Francia, o seu santo padroeiro. Potosí foi acrescentado em referência às fabulosamente ricas minas de Potosí, na Bolívia, descobertas quarenta anos antes da fundação da cidade, que também tinha nas proximidades as minas de ouro e prata de Cerro de San Pedro, e que foram a causa da sua fundação no final do século XVI.
Na atualidade, a cidade é um dos centros principais da indústria do México, com uma indústria de manufatura importante. Várias empresas estrangeiras investiram na cidade nas últimas décadas e no seu posicionamento estratégico entre a Cidade do México e a fronteira com os Estados Unidos, e por estar no meio do triângulo formado pelas três mais populosas cidades mexicanas: Cidade do México, Guadalajara e Monterrey.

## Cidades-irmãs
- Tulsa, Estados Unidos
- Santander, Espanha
- Sant Joan de les Abadesses, Espanha
- Almadén, Espanha
- Idrija, Eslovênia
- Potosí, Bolívia
- Ciudad Victoria, México
- Guadalupe, México
- Zacatecas, México
- Zapotlán el Grande, México
- Aguascalientes, México
- Guadalajara, México
- St. Louis, Estados Unidos
- Pico Rivera, Estados Unidos
- Pharr, Estados Unidos
- Cluj-Napoca, Romênia